# Jefferson Nascimento
Jefferson Nascimento (Campo Formoso, Brasil, 5 de julio de 1988) es un exfutbolista brasileño que jugaba como defensa central.

## Carrera
El 29 de mayo de 2013 fue fichado por el Sporting de Lisboa. Uno de los mejores momentos de su carrera fue el 5 de noviembre de 2014, en un partido de la fase de grupos de la Liga de Campeones de la UEFA 2014-15 contra el Schalke 04. En el minuto 52 del partido cuando el marcador era 1-1, le da la ventaja al Sporting de Lisboa con un gol que fue nominado al mejor gol de la fase de grupos, pero sin embargo no ganó.
Abandonó el conjunto lisboeta en septiembre de 2019 tras rescindir su contrato.
El 25 de junio de 2020 firmó con el F. C. Lugano suizo hasta final de temporada. No continuó en el club tras expirar su contrato y en octubre regresó a Portugal para jugar en el Casa Pia A. C.
En junio de 2021 volvió a su país tras firmar con el Paysandu S. C. Al año siguiente se fue al XV de Piracicaba, abandonando el club a los dos meses.

## Clubes
| Club                   | País     | Año       |
| ---------------------- | -------- | --------- |
| A. D. São Caetano      | Brasil   | 2007      |
| Guaratinguetá          | Brasil   | 2008      |
| S. E. Palmeiras        | Brasil   | 2008-2009 |
| Grêmio Prudente        | Brasil   | 2010      |
| G. D. Estoril Praia    | Portugal | 2010-2011 |
| Fluminense F. C.       | Brasil   | 2011      |
| Náutico                | Brasil   | 2012      |
| Santa Cruz F. C.       | Brasil   | 2012      |
| G. D. Estoril Praia    | Portugal | 2012-2013 |
| Sporting C. P.         | Portugal | 2013-2019 |
| S. C. Braga (préstamo) | Portugal | 2017-2018 |
| F. C. Lugano           | Suiza    | 2020      |
| Casa Pia A. C.         | Portugal | 2020-2021 |
| Paysandu S. C.         | Brasil   | 2021      |
| XV de Piracicaba       | Brasil   | 2022      |

## Palmarés
Palmeiras
- Campeonato Paulista: 2008

Sporting de Lisboa
- Copa de Portugal: 2014-15, 2018-19
- Copa de la Liga de Portugal: 2018-19
- Supercopa de Portugal: 2015